# Leiocephalus jamaicensis
Leiocephalus jamaicensis är en utdöd ödleart som beskrevs av  Richard Etheridge 1966. Leiocephalus jamaicensis ingår i släktet rullsvansleguaner och familjen Tropiduridae. Inga underarter finns listade i Catalogue of Life.
Arten förekom under pleistocen i Jamaica.